# 宮崎県薬剤師会
一般社団法人宮崎県薬剤師会（いっぱんしゃだんほうじんみやざきけんやくざいしかい、英称: Miyazaki Pharmaceutical Association）は、宮崎県の薬剤師を会員とする法人。

## 本部所在地
〒880-0813 宮崎県宮崎市丸島町2-5

## 郡市薬剤師会
- 宮崎市郡東諸県郡薬剤師会
- 日南薬剤師会
- 都城市北諸県郡薬剤師会
- 小林えびの西諸薬剤師会
- 延岡市西臼杵郡薬剤師会